# Frank Bommersbach
Frank Bommersbach (* 12. Juni 1963 in Halle an der Saale) ist ein deutscher Politiker (CDU). Er war von 2006 bis 2016 und ist erneut seit 2018 Mitglied des Landtages von Sachsen-Anhalt.

## Leben und Beruf
Frank Bommersbach legte 1983 die Abiturprüfung ab, zusammen mit seinem Berufsabschluss als BMSR-Mechaniker.
Von 1983 bis 1986 leistete er nach früheren Angaben einen Wehrersatzdienst, in neueren Lebensläufen gibt es zu diesem Zeitraum keine Angaben mehr. Von 1986 bis 1990 leitete er die Rechtsabteilung im Dampfkesselbau Hohenthurm. Seit diesem Zeitpunkt ist Frank Bommersbach Geschäftsführer eines Autohauses und der Bommersbach GbR.
Frank Bommersbach ist verheiratet und hat zwei Kinder.

## Politik
Seit 1994 gehört Bommersbach der CDU an. Er ist Mitglied im CDU-Kreisvorstand Saalkreis und stellvertretender Kreisvorsitzender.
Bommersbach war von 1994 bis 2009 Mitglied des Gemeinderates Ostrau. Von 1994 bis zum 30. Juni 2007 war er Mitglied des Kreistages des Saalkreises. Seit dem 1. Juli 2007 gehört er zu den Mitgliedern des Kreistages des neugebildeten Saalekreises. Seit 2010 ist er Mitglied des Gemeinderates von Petersberg.
Von 2006 bis 2016 war er Mitglied des Landtages von Sachsen-Anhalt, in den er bei der Landtagswahl 2006 als direkt gewählte Abgeordneter des Wahlkreises Bad Dürrenberg-Saalkreis einzog. Er vertrat seine Fraktion im Ausschuss für Inneres sowie im Zehnten und Zwölften Parlamentarischen Untersuchungsausschuss. Bei der Landtagswahl in Sachsen-Anhalt 2011 verteidigte er sein Direktmandat im Landtagswahlkreis Bad Dürrenberg-Saalekreis. 2016 unterlag er im Kampf um das Direktmandat jedoch Hans-Thomas Tillschneider von der AfD; da sein Listenplatz zum Einzug ebenfalls nicht ausreichte, schied er aus dem Landtag aus. Am 21. Februar 2018 rückte er für die ausgeschiedene Eva Feußner in den Landtag nach. Bei der Landtagswahl in Sachsen-Anhalt 2021 erhielt er ein Direktmandat im Landtagswahlkreis Bad Dürrenberg-Saalekreis. Seit 2021 ist er stellvertretender Vorsitzender der CDU-Fraktion im Landtag von Sachsen-Anhalt.
Entgegen der geltenden Priorisierung wurde Bommersbach am 9. Januar 2021 gegen COVID-19 geimpft. Laut seiner Aussage, sei dazu Impfstoff verwendet worden, der am Ende des Tages übrig geblieben sei und ansonsten verfallen wäre.
Ab April 2023 kam es zu einem Konflikt zwischen Bommersbach und seiner Fraktion. Bommersbach forderte dabei die Anhebung seiner Zulage als Fraktionsvize um monatlich mehrere hundert Euro. Insbesondere gegenüber dem Fraktionskollegen Alexander Räuscher kam es zu cholerischen Ausfällen und Drohungen, als dieser darauf bestand, zunächst eine Stellungnahme des Landesrechnungshofs zur Rechtmäßigkeit der Zahlungen abzuwarten.
Im Juni 2023 wurde bekannt, dass Bommersbach für seine Fraktion geheime Absprachen mit der Alternative für Deutschland koordinierte, unter anderem um Abstimmungsmehrheiten zu gewährleisten. Damit verstieß er gegen anderslautende Abgrenzungsversprechen der CDU auf Landes- und Bundesebene und des Parteivorsitzenden Friedrich Merz.